# Commerce (Californie)
Pour les articles homonymes, voir Commerce (homonymie).
Commerce est une ville située dans le comté de Los Angeles, dans l’État de Californie, aux États-Unis. Sa population s’élevait à 12 823 habitants lors du recensement de 2010, estimée à 12 947 habitants en 2017.

## Géographie
Selon le Bureau du recensement, sa superficie est de 17 km2.

## Démographie
| Groupe            | Commerce | Californie | États-Unis |
| ----------------- | -------- | ---------- | ---------- |
| Blancs            | 54,0     | 57,6       | 72,4       |
| Autres            | 38,1     | 17,4       | 6,4        |
| Métis             | 4,7      | 4,9        | 2,9        |
| Amérindiens       | 1,3      | 1,0        | 0,9        |
| Asiatiques        | 1,1      | 13,1       | 4,8        |
| Afro-Américains   | 0,8      | 6,2        | 12,6       |
| Total             | 100      | 100        | 100        |
|                   |          |            |            |
| Latino-Américains | 94,5     | 37,6       | 16,7       |

Selon l'American Community Survey, en 2010, 73,02 % de la population âgée de plus de 5 ans déclare parler l'espagnol à la maison, 25,37 % déclare parler l'anglais, 0,91 % le gujarati et 0,69 % une autre langue.
Le revenu par habitant était en moyenne de 15 591 dollars par an entre 2012 et 2016, largement inférieur à la moyenne de la Californie (31 458 dollars), et à la moyenne nationale (29 829 dollars). Sur cette même période, 16,3 % des habitants de Commerce vivaient sous le seuil de pauvreté (contre 14,3 % dans l'État et 12,7 % à l'échelle des États-Unis).
| 1960  | 1970   | 1980   | 1990   | 2000   | 2010   |
| ----- | ------ | ------ | ------ | ------ | ------ |
| 9 555 | 10 635 | 10 509 | 12 135 | 12 568 | 12 823 |